# 허근욱

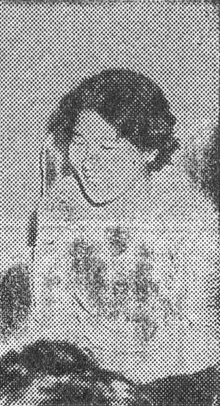
허근욱 작가, 1959년

허근욱(許槿旭, 1930년 3월 28일 ~ 2017년 3월 25일)은 대한민국의 작가, 소설가, 문인, 방송인이다. 1959년 KBS 방송국 작가실 집필이 되고, 1960년 문단에 등단하였다. 1984년 KBS 방송국 전문위원이 되었다가 1989년 말에 정년퇴임하였다. 대표작은 내가 설 땅은 어디냐(1961), 흰 벽 검은 벽(1963), 멩가나무 열재 이야기(1976), 끝나지 않는 겨울(1982) 등이 있다.
사회단체 활동으로는 한국부인회 중앙위원, 3.1여성동지회 중앙위원회 위원, 한국여성유권자연맹 이사, 국제직업여성연맹 한국측 이사, 1980년 한국여성단체협의회 중앙위원 및 편집위원, 1993년 민족통일중앙협의회 이사, 민주평화통일자문회의 위원 등을 역임했다. 독립운동가 겸 변호사, 정치인인 허헌의 딸이며 독립운동가 겸 여성 해방 운동가, 자유주의 운동가인 허정숙의 이복 여동생이었다.

## 생애

### 젊은 시절

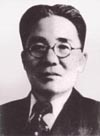
아버지 허헌

1930년 3월 28일 일제강점기 조선 경성부에서 변호사 겸 독립운동가 허헌과 문화 유씨 유덕희(柳德禱, 또는 유문식(柳文植))의 딸로 태어났다. 위로는 이복 언니 2명이 있었고, 둘째 언니가 독립운동가 겸 여성운동가 허정자(허정숙으로 개명)였다. 유덕희에게서는 첫 딸이었다. 그 아래로 음악가인 여동생 허선욱과 허기욱, 허영욱, 허선욱 그리고 북조선에서 외교관을 역임한 허종욱 등이 태어났다.
아버지 허헌은 일제강점기 당시 민족 변호사로 활동했고, 독립운동가의 변호를 서던 중 신간회, 근우회에서 활동하던 황해남도 신천 출신 유덕희를 만나 그를 낳았다. 그 뒤 허헌의 본부인 정긍자가 사망하자 허헌은 유덕희와 재혼하였다.
어머니 유덕희는 신천군 월정리의 개화인사 유태정(柳泰正)의 딸이었다. 유태정은 지주가문 출신으로, 대지주인 유동승(柳束昇)의 아들이었으며 한성에 유학하여 동양의과대학을 졸업하였다.  개화사상을 가진 부모의 후원으로 한성부로 상경하여 신문물을 배웠으며, 이화학당 재학 중에는 이화학당의 학생회장을 역임하기도 했다.
이화여자고등보통학교를 졸업하고 이화여자대학으로 진학했다. 해방 후에도 계속 가족과 함께 경성에서 체류하다가 1948년 4월 이화여대 영문학과 재학 중 남로당 당수이자 독립운동가, 사회주의자였던 아버지 허헌, 이복 언니 허정숙 등을 따라 월북하였으며 평양러시아어대학에서 수학했다. 그뒤 아버지 허헌은 북한 최고인민위원회 의장이었고, 언니 허정숙은 북한 문화선전상, 보건성부상, 사법상, 최고재판소장, 최고인민회의 부의장 등을 지냈다.

### 작품, 문학 활동

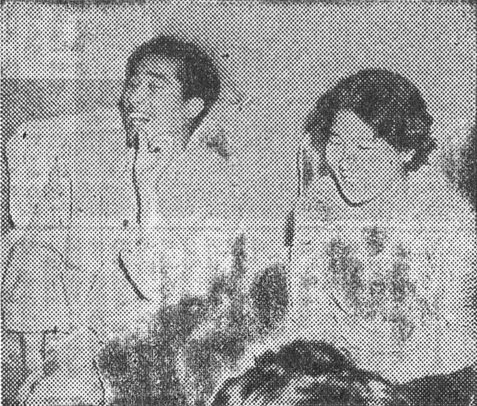
박노문, 허근욱 내외

그러나 북한 생활을 숨막혀했던 그는 1950년 남편 박노문 등과 함께 자신이 추구하는 문학과 자유를 찾아 월남한다. 그 해 6월 한국 전쟁 중에 이복 언니 허정숙 등을 만났지만 이내 그는 남편과 아들을 데리고 1·4 후퇴 때 남으로 내려갔다. 이후 호적 없이 가명으로 살기도 했다. 한때 제1공화국 기간중 남편 박노문 등과 함께 북한의 간첩 혐의를 받고 체포, 수감되기도 하였다. 그의 아버지 허헌과 이복 언니 허정숙이 북한의 고위층이라는 이유로 혐의가 없었는데도 여러 번 의심을 받기도 했다.
그 뒤 자신의 출생과 관련된 고초를 겪은 후 글쓰기에 전념하면서 1959년 KBS 방송국 작가실 집필이 되었으며, 1960년에는 문단에 등단하였다. 그뒤 KBS 방송국의 집필담당 전문위원 등으로 활동하다가 1989년 정년 퇴임하였다. 2001년에는 아버지 허헌에 대한 사실적인 기록을 담은 전기문 《민족변호사 허헌(許憲)》을 출간하였으며, 딸의 시선에서 바라본 허헌의 삶에 대한 진솔한 기록이 돋보이는 저작이라는 평을 얻고 있다.
자전적 소설 《내가 설 땅은 어디냐》(1961)를 비롯하여 《흰 벽 검은 벽》(1963), 《맹가나무 열재 이야기》(1976), 《끝나지 않는 겨울》(1982) 등이 있다.
1984년 KBS 방송국 집필담당 전문위원이 되고, 1987년 KBS 방송국 사회교육국 전문위원이 되었다가 1989년 12월 KBS 방송국에서 정년퇴임하였다.

### 사회 단체 활동
1965년 한국부인회 중앙위원회 위원이 되고, 1967년 황애덕 등 3.1 만세 운동 관련자 및 투옥,수감된 독립운동가 및 그 유가족들이 중심으로 조직된 3.1여성동지회 중앙위원회 위원으로도 위촉되었다. 1968년 한국여성유권자연맹 이사, 1969년 국제직업여성연맹 한국측 이사, 1980년 한국여성단체협의회 중앙위원회 위원 겸 편집위원 등으로도 활동하였다.
1984년 KBS 방송국 집필담당 전문위원이 되었으며, 그밖에도 한국소설가 협회 회원, 국제 펜클럽 협회 한국본부 회원, 한국문인협회 회원으로도 활동하였다. 1989년 KBS 방송국에서 정년퇴임한 뒤에는 1992년 4월 남북문학교류위원회 위원 1993년 민족통일중앙협의회 이사, 민주평화통일자문회의 위원, 이화여자대학교 동창문인회 임원, 한국여성문학인회 이사, 한국여성문학인회 자문위원 등을 역임했다. 1993년 서정범 등과 함께 펜문학상을 수상하였다.

## 사망
2017년 3월 25일 여든 여덟 번째 생일을 사흘 앞두고 노환에 따른 지병으로 세상을 떠났다. 

## 저서 및 작품

### 장편 소설
- 《내가 설 땅은 어디냐》, 『여원』, 1959
- 《내가 설 땅은 어디냐》 (신태양사, 1961)
- 《멩가나무 열매 이야기》 (창진사, 1976) 소설집
- 《해설이 끝난 고독》 (사랑사, 1978) 소설집
- 《견습악녀》 (한진출판사, 1979)
- 《끝나지 않는 방랑》 (미소출판국, 1980) 소설집
- 《끝나지 않은 겨울》 (남영, 1982)
- 《내가 설땅은 어디냐》 (우신사, 1984)
- 《운명의 숲:선비소설문학선 1》 (도서출판 선비, 1988)
- 《프로이트의 제자들》 (호암출판사, 1991) 소설집
- 《내가 설 땅은 어디냐》 (인문당, 1992)
- 《마지막 수채화》 (영하출판사, 1997)
- 《이 모든 시간의 끝에》 (지혜네, 1997) 소설집

### 단편 소설
- 《공백지대》, 문학춘추사, 《문학춘추 1965년 6월호》 (문학춘추사, 1965)
- 《젖소》, 《북한 1973.6월호》
- 《이천년 일월 일일》, 《북한 1978.8월호》
- 《파랏개》, 《북한 1984.1월호》
- 《싸늘한 달빛의 눈덮인 고원》, 월간문학사, 《월간문학 2003년 7월호》 (월간문학사, 2003)
- 《싸늘한 달빛의 눈덮인 고원》, 한국비평문학회, 《2003년을 대표하는 문제소설》 (한국문화사, 2004)

### 수필
- 《흰벽 검은벽》 (휘문출판사, 1963)
- 《다홍빛 태양》 (집현사, 1975)
- 《그대 영혼을 불사르리》 (동화출판공사, 1991)
- 《환상의 벼랑에서》 (인문당, 1992)

### 기타
- 《환상의 벼랑에서》 (인문당, 1992) - 자전적 에세이
- 《민족 변호사 허헌》 (지혜네, 2001) - 아버지 허헌의 일대기

## 작품성
그의 작품 중에는 자전적인 내용을 담은 소설, 문학 작품들도 존재한다. 이를 두고 자신의 출신과 관련된 남한 쪽에서의 모종의 제약 때문에 의식적으로 이데올로기나 분단의 문제에 관심을 기울이지 않았던 것이 사실이라는 평도 있다. 또한 일찍이 이념과 삶의 진정성 사이에서 갈등하며 아버지 및 가족과 결별하고 월남했던 이력이 말해주듯, 누구보다 분단과 가족공동체의 회복에 집착할 수밖에 없는 까닭도 있다는 작품평도 있다.
그의 작품들에서는 명시적이지 않지만 때때로 가족과 친지들에 대한 그리움과 때로는 분노가 표출되기도 한다. 허근욱의 초기작품의 하나이자 대표작인 자전적 소설 《내가 설 땅은 어디냐》 등에서는 남과 북 어디에서도 정체성을 발견하지 못한 채 수난을 겪어야 했던 과거에 대한 아쉬움과 세상에 대한 분노, 6.25 전쟁이 막 끝난 직후 다시는 보지 못한 가족들에 대한 그리움, 이념, 이데올로기를 빌미로 한 폭력성에 대한 거부감 등이 담겨 있어 이 작가의 작품 경향을 대변해 주고 있다는 평도 있다.

## 학력
- 이화여자고등학교
- 이화여자대학교 문과대학 영어영문학과(중퇴)
- 평양러시아어대학교 수료

## 약력
- 1948년 이화여자대학교 문과대학 영어영문학과(중퇴)
- 1950년 평양러시아어대학교 수료
- 1959년 KBS 방송국 작가실 집필
- 1960년 문단에 등단
- 1965년 한국부인회 중앙위원회 위원
- 1967년 3.1여성동지회 중앙위원회 위원
- 1968년 한국여성유권자연맹 이사
- 1969년 국제직업여성연맹 한국측 이사
- 1980년 한국여성단체협의회 중앙위원 및 편집위원.
- 1984년 KBS 방송국 집필담당 전문위원
- 한국소설가 협회 회원
- 국제 펜클럽 협회 한국본부 회원
- 한국문인협회 회원
- 1987년 KBS 방송국 사회교육국 전문위원
- 1989년 12월 KBS 방송국 정년퇴직.
- 1992년 4월 남북문학교류위원회 위원[3]
- 1993년 민족통일중앙협의회 이사
- 민주평화통일자문회의 위원
- 이화여자대학교 동창문인회 임원
- 한국여성문학인회 이사
- 한국여성문학인회 자문위원

## 수상 경력
- 1976년 대한민국 문학상
- 1976년 6월 29일 한국문화예술진흥원 반공문학상 소설 부문, 문화공보부장관상
- 1993년 한국 PEN문학상
- 1997년 제2회 순수문학상 대상
- 1998년 제2회 이화 문학상 (이 모든 시간의 끝에)

## 기타
초기 작품 내가 설 땅은 어디냐는 1964년 영화감독 편거영 등에 의해 영화화되어 그 해 4월 8일 서울에서 개봉되었다. 1987년 11월에는 그의 작품 멩가나무 열매가 각본으로 꾸며져 무용으로 선보여지기도 했다.

## 같이 보기
- 박경리
- 내가 설 땅은 어디냐
- 허헌
- 허정숙
- 허선욱
- 허종욱
- 신간회
- 근우회
- 3·1 동지회
- 국제 펜클럽
- 김병로

## 관련 서적
- 한국여성문인학회, 《소인없는 그리움》 (계간문예, 2006)
- 월간문학사 편집부, 《월간 문학 2007년 5월호》 (월간문학사, 2007)
- 한국문학회, 용대운, 《한국 문인 2005년 10·11월호》 (한국문학회, 2005)
- 한국비평문학회, 《2003년을 대표하는 문제소설》 (한국문화사, 2004)
- 허근욱, 《내가 설 땅은 어디냐》 (신태양사, 1961)
- 허근욱, 《흰 벽 검은 벽》 (휘문출판사, 1963)
- 허근욱, 《다홍빛 태양》 (집현사, 1975)
- 허근욱, 《견습악녀》 (한진출판사, 1979)
- 허근욱, 《멩가나무 열매 이야기》 (창진사, 1976)
- 허근욱, 《해설이 끝난 고독》 (사랑사, 1978)
- 허근욱, 《끝나지 않는 방랑》 (미소출판국, 1980)
- 허근욱, 《끝나지 않은 겨울》 (남영, 1982)
- 허근욱, 《운명의 숲》 (선비, 1988)
- 허근욱, 《마지막 수채화》 (영하, 1997)
- 허근욱, 《프로이트의 제자들》 (호암출판사, 1991)
- 허근욱, 《이 모든 시간의 끝에》 (지혜네, 1997)
- 허근욱, 《그대 영혼을 불사르리》 (동화출판공사, 1991)
- 허근욱, 《환상의 벼랑에서》 (인문당, 1992)
- 허근욱, 《민족변호사 허헌》 (도서출판 지혜네, 2001)